# Château-d'Olonne
Château-d'Olonne är en kommun i departementet Vendée i regionen Pays de la Loire i västra Frankrike. Kommunen ligger i kantonen Les Sables-d'Olonne som tillhör arrondissementet Les Sables-d'Olonne. År 2017 hade Château-d'Olonne 14 411 invånare.

## Befolkningsutveckling
Antalet invånare i kommunen Château-d'Olonne
| Referens: INSEE |